# Chiemseemaler
Unter Chiemseemaler versteht man eine Gruppe von am Chiemsee tätigen Landschafts- und Genremalern, inklusive der Künstlerkolonie Frauenchiemsee. Der Münchner Kunstprofessor Max Haushofer gilt als Begründer der Künstlerkolonie. Als 17-jähriger Schüler kam er 1828, etwa in der Zeit, als in den Wäldern von Fontainebleau bei Paris die Künstlerkolonie Barbizon entstand, erstmals auf die Fraueninsel. Nach Jahren der regelmäßigen Besuche heiratete er die Tochter des Gastwirts, Anna Dumbser. Er brachte zahlreiche Künstlerkollegen wie Christian Ruben und Franz Roubaud auf die Insel.
Über fünfzig Werke von Chiemseemalern befinden sich in der „Galerie Maler am Chiemsee“ im Augustiner-Chorherrenstift Herrenchiemsee. Größere Sammlungen sind auch in der Gemeinde Prien, im Markt Grassau und auch im Exterhaus in der Gemeinde Übersee zu finden.
| Nachname, Vorname              | Geboren | Geburtsort                                  | Gestorben | Todesort                           | Bemerkungen | Bild | Commons |
| ------------------------------ | ------- | ------------------------------------------- | --------- | ---------------------------------- | --- | ---- | ------- |
| Adam, Benno                    | 1812    | München                                     | 1892      | Kelheim                            | Tiermaler |      | Commons |
| Baer, Christian Maximilian     | 1853    | Nürnberg                                    | 1911      | München                            | Künstlerhaus auf der Fraueninsel                                                                                     |      |         |
| Baumgartner, Thomas            | 1892    | München                                     | 1962      | Kreuth                             | 1920 Künstlervereinigung „Frauenwörther“                                                                             |      |         |
| Boshart, Karl                  | ?       | ?                                           | ?         | ?                                  | 1828 Künstlerkolonie Fraueninsel, Bruder von Josef Boshart                                                           |      |         |
| Boshart, Josef                 | ?       | ?                                           | ?         | ?                                  | 1828 Künstlerkolonie Fraueninsel, Bruder von Karl Boshart                                                            |      |         |
| Boshart, Wilhelm               | 1815    | München                                     | 1878      | Aisching am Chiemsee               | Vetter von Max Haushofer                                                                                             |      | Commons |
| Crola, Georg Heinrich          | 1804    | Dresden                                     | 1879      | Ilsenburg, Harz                    | 1836, Landschaft am Chiemsee                                                                                         |      | Commons |
| Davis, Nikolaus                | 1883    | Amorgos, Griechenland                       | 1967      | Ebersberg bei München              | Werke mit Fischern am Chiemsee                                                                                       |      |         |
| Demmel, Willibald              | 1914    | München-Haidhausen                          | 1989      | Gstadt am Chiemsee                 | 1951 Künstlervereinigung „Frauenwörther“                                                                             |      |         |
| Deuchert, Heinrich             | 1840    | Darmstadt                                   | 1923      | Allmannshausen                     | |      | Commons |
| Dillis, Johann Georg von       | 1759    | Gmain, heute Dorfen                         | 1841      | München                            | 1792 erstes Chiemseebild (im Auftrag des Grafen von Rumford)                                                         |      | Commons |
| Exter, Julius                  | 1863    | Ludwigshafen am Rhein                       | 1939      | Übersee am Chiemsee                | 1897, wohnhaft am Chiemsee                                                                                           |      | Commons |
| Geigenberger, Otto             | 1881    | Wasserburg am Inn                           | 1946      | Ulm                                | Freund von Leo Putz                                                                                                  |      |         |
| Geiseler, Hermann              | 1903    | Hamburg                                     | 1975      | Slowenien                          | |      |         |
| Gerhardinger, Constantin       | 1888    | München                                     | 1970      | Törwang bei Rosenheim              | 1920 Künstlervereinigung „Frauenwörther“                                                                             |      |         |
| Glette, Erich                  | 1896    | Wiesbaden                                   | 1980      | Prien am Chiemsee                  | |      |         |
| Goeschen-Roesler, Paula von    | 1875    | Schlierbach, Hessen                         | 1941      | Wurmsdorf bei Söllhuben            | 1922 Künstlervereinigung „Welle“, Prien                                                                              |      |         |
| Groeber, Hermann               | 1865    | Wartenberg im Erdinger Moos                 | 1935      | Gstadt am Chiemsee                 | |      | Commons |
| Groeschel, W. Rudolf           | 1891    | Meiningen                                   | 1985      | Fentbach bei Weyarn                | 1920 Künstlervereinigung „Frauenwörther“                                                                             |      |         |
| Gude, Hans Fredrik             | 1825    | Christiania (Oslo)                          | 1903      | Berlin                             | 1867 Sivstudie, Chiemsee                                                                                             |      | commons |
| Hause, Rudolf                  | 1877    | Straßburg                                   | 1961      | München?                           | 1922 Künstlervereinigung „Welle“, Prien                                                                              |      |         |
| Haushofer, Alfred              | 1872    | München                                     | 1943      | Seebruck am Chiemsee               | 1920 Künstlervereinigung „Frauenwörther“                                                                             |      |         |
| Haushofer, Max                 | 1811    | Nymphenburg bei München                     | 1866      | Starnberg                          | 1828 Künstlerkolonie Frauenchiemsee                                                                                  |      |         |
| Heidner, Heinrich              | 1876    | Schoppershof bei Nürnberg                   | 1974      | Allmannshausen am Starnberger See  | 1908 „Heidner-Villa“ in Gstadt am Chiemsee                                                                           |      |         |
| Hess, Peter von                | 1792    | Düsseldorf                                  | 1871      | München                            | 1813 Der Chiemsee (im Auftrag von König Max I. Joseph)                                                               |      | Commons |
| Hötzendorff, Theodor von       | 1898    | Markdorf                                    | 1974      | Hindling                           | 1942, wohnhaft am Chiemsee                                                                                           |      |         |
| Kessler, Friedrich August      | 1826    | Tilsit                                      | 1906      | Düsseldorf                         | |      |         |
| Klinkerfuß, Bernhard           | 1881    | Stuttgart                                   | 1940      | Prien am Chiemsee                  | 1922 Künstlervereinigung „Welle“, Prien                                                                              |      |         |
| Köckert, Julius                | 1827    | Leipzig                                     | 1918      | München                            | Genremaler |      | Commons |
| Lier, Adolf Heinrich           | 1826    | Herrnhut                                    | 1882      | Vahrn bei Brixen in Südtirol       | |      | Commons |
| Lommel, Friedrich              | 1883    | Erlangen                                    | 1967      | Otterkring                         | 1922 Künstlervereinigung „Die Welle“, Prien; Bildhauer                                                               |      |         |
| Lommel, Lisbeth                | 1877    | München                                     | 1970      | Wasserburg                         | 1923 Künstlervereinigung „Die Welle“, Prien                                                                          |      |         |
| Maier-Erding, Hiasl            | 1894    | Erding                                      | 1933      | München                            | 1920 Künstlervereinigung „Frauenwörther“                                                                             |      |         |
| Marr, Heinrich                 | 1807    | Hamburg                                     | 1871      | München                            | 1835 Künstlerkolonie Fraueninsel                                                                                     |      |         |
| Mattenheimer, Albin            | 1823    | Bamberg                                     | 1875      | ?                                  | 1874 Ansicht von Herrenchiemsee                                                                                      |      | Commons |
| Mende, Carl Adolf              | 1807    | Leipzig                                     | 1857      | Achim bei Bremen                   | 1835 Künstlerkolonie Frauenchiemsee                                                                                  |      | Commons |
| Miller-Diflo, Otto             | 1878    | Hasberg                                     | 1949      | München                            | |      |         |
| Millner, Karl                  | 1825    | Mindelheim                                  | 1895      | München                            | |      | Commons |
| Müller, Moritz                 | 1807    | Dresden                                     | 1865      | München                            | Genremaler |      |         |
| Müller-Samerberg, Karl Hermann | 1869    | Adorf/Vogtland                              | 1946      | Törwang am Chiemsee                | 1922 Künstlervereinigung „Welle“, Prien                                                                              |      |         |
| Noerr, Julius                  | 1827    | München                                     | 1897      | Starnberg                          | Landschaftsmaler, ab 1865 am Chiemsee, Prien, Freund von Adolf Lier                                                  |      |         |
| Paulus, Paul                   | 1915    | Prien am Chiemsee                           | 2013      | Prien am Chiemsee                  | |      |         |
| Peltzer, Alexander             | 1876    | Moskau                                      | 1959      | Chieming am Chiemsee               | (Vater von Isabella, Großvater von Sten Nadolny), Münchner Kunstakademie ab ca. 1903                                 |      |         |
| Pfeiffer, Friedrich Wilhelm    | 1822    | Wolfenbüttel                                | 1891      | München                            | Genremaler |      |         |
| Pilar de Borbón, Amalia del    | 1834    | Madrid                                      | 1905      | München                            | 1856 Gattin von Prinz Adalbert Wilhelm von Bayern                                                                    |      | Commons |
| Poschinger, Richard von        | 1839    | München                                     | 1915      | München                            | Meisterschüler von Lier                                                                                              |      | Commons |
| Püttner, Walther               | 1872    | Leipzig                                     | 1953      | Maxlrain (Schloss) bei Bad Aibling | |      |         |
| Putz, Leo                      | 1869    | Meran                                       | 1940      | Meran                              | 1909–1914 in Hartmannsberg, Freund von Otto Geigenbauer                                                              |      | Commons |
| Raupp, Karl                    | 1837    | Darmstadt                                   | 1918      | München                            | 1869 Erster Besuch der Fraueninsel; Künstlerkolonie Frauenchiemsee, letztes Viertel des 19. Jahrhunderts, Genremaler |      | Commons |
| Roloff, Paul                   | 1877    | Jerchel (Gut), Kreis Stendal in der Altmark | 1951      | Prien am Chiemsee                  | 1922 Künstlervereinigung „Welle“, Prien                                                                              |      |         |
| Ruben, Christian Christoph     | 1805    | Trier                                       | 1875      | Wien                               | 1828/1835 Künstlerkolonie Frauenchiemsee, Genremaler                                                                 |      |         |
| Schuch, Carl                   | 1846    | Wien                                        | 1903      | Wien                               | 1874 auf Herrenchiemsee, Freund von Wilhelm Trübner                                                                  |      | Commons |
| Sieck, Rudolf                  | 1877    | Rosenheim                                   | 1957      | Prien am Chiemsee                  | 1920 Künstlervereinigungen „Frauenwörther“ und „Welle“, Prien                                                        |      |         |
| Stagura, Albert                | 1866    | Dresden                                     | 1947      | Gstadt am Chiemsee                 | 1920 Künstlervereinigung „Frauenwörther“                                                                             |      |         |
| Thoma, Emil                    | 1869    | Zürich                                      | 1948      | Riedering                          | 1922 Künstlervereinigung „Welle“, Prien                                                                              |      |         |
| Trautmann, Franz               | 1813    | München                                     | 1887      | München                            | 1828 Künstlerkolonie Frauenchiemsee                                                                                  |      | Commons |
| Trübner, Wilhelm               | 1851    | Heidelberg                                  | 1917      | Karlsruhe                          | 1874 auf Herrenchiemsee, Freund von Carl Schuch                                                                      |      | Commons |
| Wopfner, Josef                 | 1843    | Schwaz, Tirol                               | 1927      | München                            | Künstlerkolonie Frauenchiemsee, letztes Viertel des 19. Jahrhunderts                                                 |      | Commons |
| Zahn, Friedrich                | 1826    | Frauenchiemsee                              | 1899      | München                            | Von Max Haushofer gefördert, 1866 Übersiedelung nach München                                                         |      | Commons |
| Zumbusch, Ludwig von           | 1861    | München                                     | 1927      | München                            | 1897 am Chiemsee |      | Commons |